# Ани (станция)
А́ни — железнодорожная станция Южно-Кавказской железной дороги. Расположена к в 50 километрах к югу от Гюмри. Названа по одноимённому селу Ани, расположенному к западу от станции

## История
Станция открыта в 1902 году в составе пускового участка Гюмри — Ереван. В 1966 году станция электрифицирована при электрификации участка Гюмри — Ани, запущено движение пригородных электропоездов. В 1967 году от станции была проведена контактная сеть до Аракса, запущено движение электропоездов Ереван — Гюмри.

## Описание
Станция состоит из 5 путей, из них четыре пути электрифицированы (кроме второго от западного края). Рядом с крайним восточным путём расположена пассажирская посадочная платформа для остановки электропоездов. У посадочной платформы расположено здание ДС (вокзал). Рядом со станцией расположено село Ани.

## Деятельность
Так как станция расположена на однопутной линии, то по ней производится скрещивание встречных поездов, а также остановка пригородных электропоездов, продажа билетов на них. Пассажирские поезда дальнего следования не останавливаются. Изредка производится работа на погрузочной рампе станции.